# Parlamento de Camerún
El Parlamento de Camerún es el órgano que ejerce el poder legislativo en Camerún. Se trata de un órgano bicameral, compuesto del Senado y de la Asamblea Nacional. La vicepresidenta del Senado es la política Geneviève Tjoues.